# José Israel Carranza
José Israel Carranza (Guadalajara, Jalisco, 1972) es un ensayista, narrador y periodista mexicano.
Durante su carrera se ha desempeñado como editor de la revista Tentaciones, del periódico Siglo 21 y del suplemento Primera Fila del periódico Mural, de Guadalajara. Fue editor de la revista Luvina, de la Universidad de Guadalajara, y director de la revista El Zahir.
Actualmente es profesor del Instituto Tecnológico y de Estudios Superiores de Occidente (ITESO), donde coordina el Programa de Creación Literaria ITESO y la Cátedra Magis de Literatura. Es editor de la revista Magis, también del ITESO, y columnista del diario Mural. Es miembro del Sistema Nacional de Creadores de Arte (SNCA).

## Libros
- Tromsø (Malpaso Ed., 2018) .
- Las encías de la azafata (Premio Nacional de Ensayo Carlos Echánove Trujillo, Tumbona Ed./Universidad de Guadalajara, 2009).
- Si esa lluvia llega va a destruir la ciudad (Premio Nacional de Narrativa Gerardo Cornejo, Instituto Sonorense de Cultura, Hermosillo, 2007).
- Cerrado las veinticuatro horas (Universidad de Guadalajara/Ediciones Arlequín, 2003).
- La estrella portátil (Fondo Editorial Tierra Adentro, 1997).
- La sonrisa de Isabella y otras conjeturas (Premio Nacional de Literatura Salvador Gallardo Dávalos, Instituto para la Cultura de Aguascalientes, 1995).
- Las magias inútiles (Universidad de Guadalajara, 1993).

## Premios
- Premio Salvador Gallardo Dávalos, 1995
- Premio de Cuento de los XXI Juegos Florales Nacionales de San Román, en Campeche
- Premio Nacional de Ensayo Literario Carlos Echánove Trujillo, en Mérida, en 1996
- Premio Nacional de Narrativa Gerardo Cornejo, en Ciudad Obregón, en 2005